# Video Games Live
Video Games Live (VGL) è una serie di concerti, ispirati ai videogiochi, creati e prodotti dal duo di compositori Tommy Tallarico e Jack Wall. I concerti consistono in segmenti di varie colonne sonore videoludiche eseguiti da un'orchestra e accompagnati da video, luci ed effetti sincronizzati con la musica.
Con la loro creazione, Wall e Tallarico, vogliono dimostrare "come i videogiochi, e le loro musiche, sono culturalmente importanti oggi." Video Games Live è stata lodata per aver mostrato alle vecchie generazioni che i videogiochi possono essere molto più di qualche "bleeps and bloops."

## Storia
Video Games Live è stato concepito da Wall e Tallarico che, dopo tre anni passati a preparare lo show, decisero di debuttare. Il primo concerto si tenne il 6 luglio 2005 presso l'Hollywood Bowl, dove la Filarmonica di Los Angeles suonò per 11 000 spettatori. Il debutto europeo fu all'Hammersmith Apollo di Londra il 25 novembre 2006. Furono tenuti tre concerti nel primo anno, ne seguirono altri undici nel 2006, le città coinvolte si espansero da 30 nel 2007 a 47 nel 2008, nel 2009 erano previsti più di 70 show.
Ogni concerto è suonato dall'orchestra locale e da musicisti del posto.

## Segmenti
Video Games Live features music from video games from all eras: dai più moderni come Final Fantasy, Halo, World of Warcraft, Sonic the Hedgehog, The Legend of Zelda e Metal Gear Solid o dai più classici Tetris e Asteroids. Durante le varie colonne sonore, sullo sfondo, sono presenti dei segmenti video del gioco trattato.
Martin Leung, che è diventato famoso su Internet per aver suonato alcune musiche di videogiochi da bendato, è stato invitato come "special guest" nei vari concerti.

### Colonne sonore
- Advent Rising
- Assassin's Creed II
- Beyond Good & Evil
- BioShock
- Castlevania
- Chrono Cross
- Chrono Trigger
- Civilization IV
- Command & Conquer (Red Alert)
- Diablo III
- Dragon's Lair
- EverQuest II
- Final Fantasy

- God of War
- Halo
- Harry Potter e l'Ordine Della Fenice
- Headhunter
- Kingdom Hearts
- The Legend of Zelda
- LucasArts Medley
- Mass Effect
- Medal of Honor
- Mega Man
- Metal Gear Solid
- Metroid
- Myst

- Need for Speed: Undercover
- Pokémon
- Shadow of the Colossus
- Silent Hill
- Sonic the Hedgehog
- Space Ace
- StarCraft & Starcraft II
- Super Mario Bros
- Tetris
- Tom Clancy Series Medley
- Tomb Raider
- Tron
- World of Warcraft

Oltre a questi brani, Video Games Live, ha creato un medley che è caratterizzato da oltre 20 colonne sonore di vecchi videogiochi, tra cui: Pong, Donkey Kong, Dragon's Lair, Tetris, Frogger, Gauntlet, Space Invaders, Contra, Outrun.

## Album
Video Games Live, Vol. 1, è una registrazione di numerosi brani suonati in vari concerti, è stato pubblicato il 22 luglio del 2008.
1. Kingdom Hearts - 3:39
2. Warcraft Suite - 5:05
3. Myst Medley - 6:04
4. Medal Of Honor (Live) - 5:42
5. Civilization IV Medley - 4:55
6. The Video Game Pianist: Tetris - 1:08
7. God Of War Montage (Live) - 3:35
8. Advent Rising Suite - 6:27
9. Tron Montage - 5:19
10. Halo Suite - 6:37
11. Castlevania Live Performance - 4:44